# NGC 7254
NGC 7254 = NGC 7256 ist eine Balken-Spiralgalaxie vom Hubble-Typ SABbc im Sternbild Aquarius. Sie ist schätzungsweise 124 Millionen Lichtjahre von der Milchstraße entfernt.
Das Objekt wurde am 27. September 1864 von Albert Marth entdeckt.